# Le Fossé
Le Fossé is een plaats en voormalige gemeente in het Franse departement Seine-Maritime in de regio Normandië en telt 381 inwoners (1999). De plaats maakt deel uit van het arrondissement Dieppe.

## Geschiedenis
Le Fossé is op 1 januari 2016 als zelfstandige gemeente opgeheven en aangehecht aan de gemeente Forges-les-Eaux. 

## Geografie
De oppervlakte van Le Fossé bedraagt 10,0 km², de bevolkingsdichtheid is 38,1 inwoners per km².
De onderstaande kaart toont de ligging van Le Fossé met de belangrijkste infrastructuur en aangrenzende gemeenten.

## Demografie
Onderstaande figuur toont het verloop van het inwonertal.